# Образователен софтуер
Образователен софтуер е термин, използван за всеки компютърен софтуер, създаден с образователна цел. Той обхваща различни диапазони – от софтуер за изучаване на езици до софтуер за управление на класната стая до референтен софтуер и т.н.

## Категории образователен софтуер
- Ресурси за курс
- Помощни средства в класната стая

Някои образователни програми са предназначени за използване в училищни класни стаи. Обикновено такъв софтуер може да се проектира върху голяма бяла дъска (интерактивна бяла дъска) в предната част на класа и / или да се изпълнява едновременно в мрежа от настолни компютри в класната стая. Най-забележителните са SMART дъските, които използват SMART Notebook за взаимодействие с дъската, което позволява използването на химикалки за цифрово рисуване върху дъската. Този тип софтуер често се нарича „софтуер за управление на класната стая“. Докато учителите често избират да използват образователен софтуер от други категории в своите ИТ пакети (напр. Справочни материали, детски софтуер), цяла категория образователен софтуер е израснала специално предназначена да подпомага преподаването в класната стая. Брандирането е по-малко силно в тази категория, отколкото в тези, ориентирани към домашни потребители. Софтуерните заглавия често са много специализирани и се произвеждат от различни производители, включително много утвърдени издатели на образователни книги.
- Софтуер за оценка
- Референтен софтуер
- Персонализирани платформи
- Корпоративно обучение и висше образование
- Специфични образователни цели
- Видеоигри и игровизация

|  | Тази страница частично или изцяло представлява превод на страницата Educational software в Уикипедия на английски. Оригиналният текст, както и този превод, са защитени от Лиценза „Криейтив Комънс – Признание – Споделяне на споделеното“, а за съдържание, създадено преди юни 2009 година – от Лиценза за свободна документация на ГНУ. Прегледайте историята на редакциите на оригиналната страница, както и на преводната страница, за да видите списъка на съавторите. ВАЖНО: Този шаблон се отнася единствено до авторските права върху съдържанието на статията. Добавянето му не отменя изискването да се посочват конкретни източници на твърденията, които да бъдат благонадеждни. |